# Tegenaria ismaillensis
Tegenaria ismaillensis là một loài nhện trong họ Agelenidae.
Loài này thuộc chi Tegenaria. Tegenaria ismaillensis được Guseinov, Marusik và Koponen miêu tả năm 2005.